# Grünwald-Letnikov-Ableitung
|  | Dieser Artikel wurde auf der Qualitätssicherungsseite des Portals Mathematik eingetragen. Dies geschieht, um die Qualität der Artikel aus dem Themengebiet Mathematik auf ein akzeptables Niveau zu bringen. Bitte hilf mit, die Mängel dieses Artikels zu beseitigen, und beteilige dich bitte an der Diskussion! (Artikel eintragen) |

In der Mathematik ist die Grünwald–Letnikov-Ableitung eine grundlegende Erweiterung der Ableitung in der fraktionalen Infinitesimalrechnung, die es ermöglicht, eine Ableitung nicht-ganzzahliger Ordnung zu berechnen. Sie wurde 1867 von Anton Karl Grünwald (1838–1920) und 1868 von Alexei Wassiljewitsch Letnikow (1837–1888) eingeführt.

## Konstruktion der Grünwald-Letnikov-Ableitung
Die Formel
{\displaystyle f'(x)=\lim _{h\to 0}{\frac {f(x+h)-f(x)}{h}}}
für die Ableitung kann rekursiv angewendet werden, um Ableitungen höherer Ordnung zu erhalten. Die Ableitung zweiter Ordnung wäre zum Beispiel:
{\displaystyle {\begin{aligned}f''(x)&=\lim _{h\to 0}{\frac {f'(x+h)-f'(x)}{h}}\\&=\lim _{h_{1}\to 0}{\frac {\lim \limits _{h_{2}\to 0}{\dfrac {f(x+h_{1}+h_{2})-f(x+h_{1})}{h_{2}}}-\lim \limits _{h_{2}\to 0}{\dfrac {f(x+h_{2})-f(x)}{h_{2}}}}{h_{1}}}\end{aligned}}}
Unter der Annahme, dass die hs synchron konvergieren, vereinfacht sich dies zu:
{\displaystyle =\lim _{h\to 0}{\frac {f(x+2h)-2f(x+h)+f(x)}{h^{2}}}}
was sich durch den Mittelwertsatz begründen lässt. Allgemein gilt (siehe Binomialkoeffizient):
{\displaystyle f^{(n)}(x)=\lim _{h\to 0}{\frac {\sum \limits _{0\leq m\leq n}(-1)^{m}{n \choose m}f(x+(n-m)h)}{h^{n}}}}
Durch Aufhebung der Einschränkung, dass n eine positive ganze Zahl ist, liegt es nahe
{\displaystyle \mathbb {D} ^{q}f(x)=\lim _{h\to 0}{\frac {1}{h^{q}}}\sum _{0\leq m<\infty }(-1)^{m}{q \choose m}f(x+(q-m)h).}
zu definieren
Dies definiert die Grünwald-Letnikov-Ableitung.
Um Notation zu vereinfachen, setzen wir:
{\displaystyle \Delta _{h}^{q}f(x)=\sum _{0\leq m<\infty }(-1)^{m}{q \choose m}f(x+(q-m)h).}
Dann kann die Grünwald-Letnikov-Ableitung als:
{\displaystyle \mathbb {D} ^{q}f(x)=\lim _{h\to 0}{\frac {\Delta _{h}^{q}f(x)}{h^{q}}}.}
geschrieben werden.

### Eine alternative Definition
Im vorhergehenden Abschnitt wurde die allgemeine Formel für Ableitungen ganzzahliger Ordnung hergeleitet. Es lässt sich zeigen, dass die Gleichung auch geschrieben werden kann als:
{\displaystyle f^{(n)}(x)=\lim _{h\to 0}{\frac {(-1)^{n}}{h^{n}}}\sum _{0\leq m\leq n}(-1)^{m}{n \choose m}f(x+mh).}
oder durch Aufhebung der Einschränkung, dass n eine positive ganze Zahl sein muss:
{\displaystyle \mathbb {D} ^{q}f(x)=\lim _{h\to 0}{\frac {(-1)^{q}}{h^{q}}}\sum _{0\leq m<\infty }(-1)^{m}{q \choose m}f(x+mh).}
Diese Gleichung ist die rückwärts gerichtete Grünwald-Letnikov-Ableitung. Unter der Substitution   h → −h wird die entstehende Gleichung als direkte Grünwald-Leitnikov-Ableitung bezeichnet:
{\displaystyle \mathbb {D} ^{q}f(x)=\lim _{h\to 0}{\frac {1}{h^{q}}}\sum _{0\leq m<\infty }(-1)^{m}{q \choose m}f(x-mh).}